# Takatora Kondō
Takatora Kondō (japanisch 近藤 高虎 Kondō, Takatora; * 28. September 1997 in Imabari, Präfektur Ehime) ist ein japanischer Fußballspieler.

## Karriere
Takatora Kondō erlernte das Fußballspielen in der Jugendmannschaft vom Namikata Club, in den Schulmannschaften der Imabari Municipal Kitago Jr High School und der Nitta High School sowie in der Universitätsmannschaft der Ryūtsū-Keizai-Universität. Die Saison 2016 spielte er beim Ryūtsū Keizai University FC, von 2017 bis 2019 bei Ryūtsū Keizai Dragons Ryūgasaki. Seinen ersten Profivertrag unterschrieb er am 1. Februar 2020 beim FC Imabari. Der Verein aus Imabari, einer Stadt in der Präfektur Ehime, spielte in der dritten japanischen Liga, der J3 League. Sein Drittligadebüt gab Takatora Kondō am 14. März 2021 (1. Spieltag) im Heimspiel gegen Roasso Kumamoto. Hier wurde er in der 73. Minute für Tasuku Hiraoka eingewechselt. Roasso gewann das Spiel mit 1:0. Am Ende der Saison 2024 wurde er mit Imabari Vizemeister der dritten Liga und stieg somit in die zweite Liga auf.

## Erfolge
FC Imabari
- Japanischer Drittligavizemeister: 2024  ▲